# إن جي سي941 (مجرة)
NGC 941 هي مجرة حلزونية متوسطة في مثلث الكوكبة. تقدر ب 55 مليون سنة ضوئية من مجرة درب التبانة ويبلغ قطرها حوالي 55000 سنة ضوئية. تقع المجرات NGC 926 وNGC 934 وNGC 936 وNGC 955 في نفس منطقة السماء.